# Río Gallegos
Río Gallegos ist die Hauptstadt des Departamento Güer Aike und der Provinz Santa Cruz im südlichen Argentinien. Sie liegt nahe dem südlichsten Festlandpunkt des Landes, dem Cabo Vírgenes, nahe der Atlantikküste und hat heute (Stand: 2024) rund 130.000 Einwohner.

## Geografie
Río Gallegos liegt an der Mündung des gleichnamigen Flusses in den Atlantik. Der Fluss bildet hier ein zehn Kilometer breites Bassin, die so genannte Ría Gallegos. Landschaftlich gehört die Umgebung zum südlichen Schichtstufenland Patagoniens, mit einem kühlgemäßigten, trockenen und windigen Klima.
|                       | Jan  | Feb  | Mär  | Apr  | Mai  | Jun  | Jul  | Aug  | Sep  | Okt  | Nov  | Dez  |   |       |
| Mittl. Tagesmax. (°C) | 19,3 | 19,3 | 16,9 | 12,9 | 8,0  | 4,8  | 4,3  | 7,0  | 11,1 | 14,4 | 16,9 | 18,6 | ⌀ | 12,8  |
| Mittl. Tagesmin. (°C) | 7,7  | 7,3  | 5,5  | 2,9  | 0,2  | −1,9 | −2,2 | −0,3 | 1,1  | 2,7  | 5,1  | 6,8  | ⌀ | 2,9   |
|                       |      |      |      |      |      |      |      |      |      |      |      |      |   |       |
| Niederschlag (mm)     | 33,2 | 21,2 | 18,6 | 21,5 | 23,5 | 18,4 | 19,3 | 11,7 | 11,5 | 16,9 | 21,7 | 24,7 | Σ | 242,2 |
|                       |      |      |      |      |      |      |      |      |      |      |      |      |   |       |
| Sonnenstunden (h/d)   | 4,4  | 5,3  | 4,5  | 2,9  | 2,6  | 2,5  | 2,7  | 3,9  | 4,4  | 6,0  | 4,6  | 3,8  | ⌀ | 4     |
|                       |      |      |      |      |      |      |      |      |      |      |      |      |   |       |
| Regentage (d)         | 9    | 7    | 6    | 4    | 7    | 5    | 4    | 3    | 4    | 6    | 5    | 10   | Σ | 70    |
|                       |      |      |      |      |      |      |      |      |      |      |      |      |   |       |
| Luftfeuchtigkeit (%)  | 55   | 57   | 61   | 69   | 78   | 81   | 81   | 76   | 68   | 60   | 54   | 53   | ⌀ | 66,1  |

| 7,7 |

| 7,3 |

| 5,5 |

| 2,9 |

| 0,2 |

| −1,9 |

| −2,2 |

| −0,3 |

| 1,1 |

| 2,7 |

| 5,1 |

| 6,8 |

| 7,7 |

| 7,3 |

| 5,5 |

| 2,9 |

| 0,2 |

| −1,9 |

| −2,2 |

| −0,3 |

| 1,1 |

| 2,7 |

| 5,1 |

| 6,8 |

## Geschichte
Ein konkretes Gründungsdatum ist nicht bekannt, jedoch begannen die Siedlungsaktivitäten in der Gegend erst nach der endgültigen Annexion des patagonischen Territoriums durch Argentinien 1885. 1895 wurde die Siedlung zum kommerziellen Zentrum der Schafzucht in der Region, doch erst ab 1912 kam es zu einem nennenswerten Bevölkerungswachstum, das vom Staat wegen der strategischen Bedeutung des Ortes gefördert wurde. Besonders in den letzten 30 Jahren des 20. Jahrhunderts wuchs die Stadt wegen der guten Rahmenbedingungen sehr schnell an und ist heute eine Großstadt. Néstor Kirchner war Bürgermeister von Río Gallegos zwischen 1987 und 1991. Eine Straße in Río Gallegos ist nach ihm benannt und sein Mausoleum befindet sich in der Stadt. 1982 befand sich ein Luftwaffenstützpunkt in der Stadt. Von diesem aus nahmen Flugzeuge der Luftwaffe am Falklandkrieg teil.

## Wirtschaft
Die Wirtschaft der Stadt blieb lange Zeit von der Schafzucht und der damit verbundenen verarbeitenden Industrie bestimmt, dazu kam die Verschiffung der in Río Turbio in den Südanden gewonnenen Kohle. Heute spielt auch der Tourismus eine Rolle, vor allem wegen der relativen Nähe zum Nationalpark Los Glaciares. Wichtig ist auch der Handel mit dem im Süden der Provinz gewonnenen Erdöl. Die Diversifizierung der Wirtschaft in den letzten Jahren hat zu einer hohen Nachfrage nach Arbeitskräften geführt, die von einer Zuwanderungswelle vor allem aus dem Norden Argentiniens gefolgt wurde. In Río Gallegos herrscht im Gegensatz zu anderen Teilen des Landes trotz Krisenzeiten immer noch Vollbeschäftigung (3,7 % Arbeitslose, 2004).
Río Gallegos ist Sitz des katholischen Bistums Río Gallegos.

## Verkehr

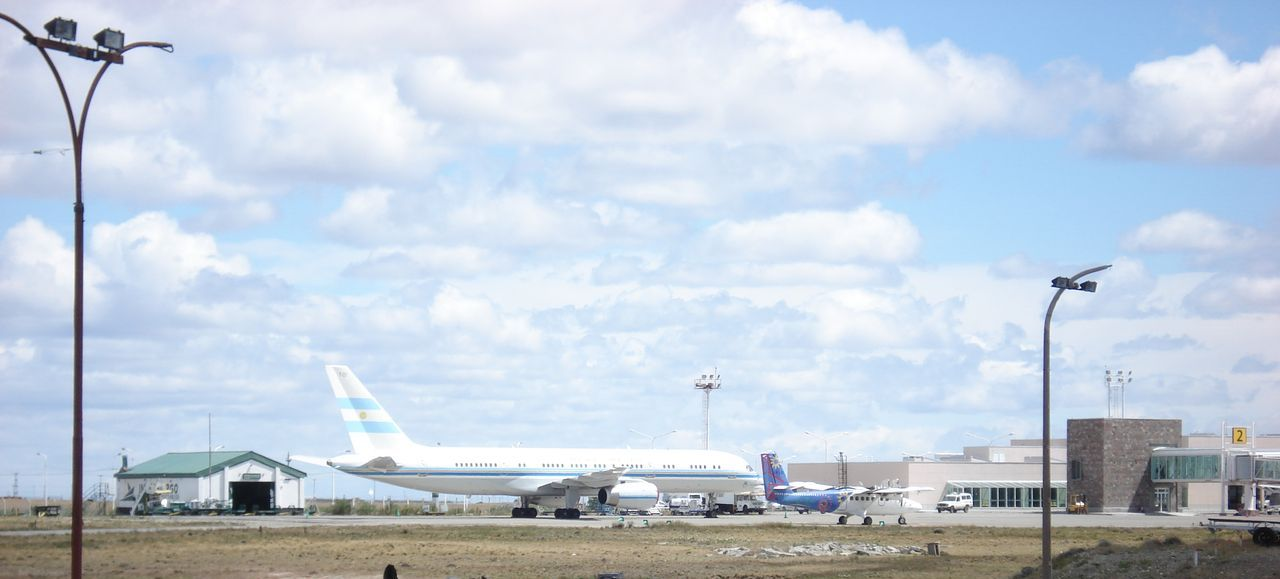
Base Aérea Militar Río Gallegos

Río Gallegos ist ein wichtiger Verkehrsknotenpunkt auf dem Weg nach Tierra del Fuego sowie in den äußersten Süden von Chile, der nur über Argentinien erreichbar ist. Río Gallegos liegt an der Ruta Nacional 40 und an der Ruta Nacional 3.
Den Flughafen Río Gallegos (IATA-Code RGL) fliegen Linien wie Líneas Aéreas del Estado an. Die argentinischen Luftstreitkräfte Fuerza Aérea Argentina haben hier eine Base Aérea Militar Río Gallegos.
Die Stadt ist zudem der einzige Ort Argentiniens, von dem aus eine Flugverbindung zu den Falklandinseln (in Argentinien Islas Malvinas genannt) besteht. Der Besuch der Inseln ist jedoch als Nachwirkung des Falklandkriegs für Argentinier weiterhin mit scharfen Restriktionen belegt.
Flüge von zum Beispiel Buenos Aires nach Neuseeland nehmen nicht die direkte Route, sondern gehen in südliche Richtung entlang der Landmasse des Kontinents, um dann vor der Meeresquerung in Río Gallegos zwischenzulanden und aufzutanken.

## Söhne und Töchter der Stadt
- Néstor Kirchner (1950–2010), Politiker, Präsident von Argentinien (2003–2007)
- Jorge Ignacio García Cuerva (* 1968), römisch-katholischer Geistlicher, Erzbischof von Buenos Aires
- Leonardo Gil (* 1991), argentinisch-chilenischer Fußballspieler
- Walter Kendel, Bildhauer
- Julian Barabino, Musiker

## Städtepartnerschaft
- Punta Arenas, Chile, seit 2006